# Exposition de Derby de 1839
L'exposition de Derby de 1839 est la première à avoir été organisée dans la ville de Derby. Elle se tint à l'institut de mécanique, connu plus tard sous le nom d'Albert Hall. Elle se situait dans le droit fil des valeurs fondatrices de cette institution, qui visait à étendre la diffusion des connaissances dans la population de Derby. L'institut avait organisé un large éventail d'événements depuis 1825 : conférences, concerts et vernissages. L'exposition, venant à la suite de la première du genre, organisée par l'institut de mécanique de Manchester en 1837, fut l'une de celles qui se tinrent en 1839 dans plusieurs villes industrielles d'Angleterre. Elle eut un profond retentissement et son succès fut l'un des facteurs qui conduisirent à la fondation du musée et de la bibliothèque de la ville en 1878. Le Derby Museum and Art Gallery conserve aujourd'hui beaucoup des objets présentés à cette occasion, qui constituent une part significative de ses collections.
L'exposition fut organisée pour payer la construction de la salle de conférence ajoutée en 1837 aux locaux de l'institut de mécanique, sur le Wardwick. L'institut, comme les institutions analogues et en dépit de son nom, était financé et organisé par les notables de la ville et non par l'industrie mécanique. L'exposition attira plus de 96 000 personnes et par conséquent l'institut de Derby se trouva placé sur une bonne base financière.
L'exposition est le sujet d'Intérieur de l'institut de mécanique, une lithographie colorée à la main d'après un dessin de Samuel Rayner. Elle montre la salle de conférence, la pièce principale de l'institut. Elle était d'après une description de l'époque « dans le style grec... avec un lustre magnifique... et de nombreux tableaux de valeur. » En haut des murs courait une frise d'un travail semblable à celui de John Henning. Plus d'un millier d'objets étaient exposés dont beaucoup appartenaient au philanthrope Joseph Strutt. Ils relevaient d'une grande diversité de catégories : tableaux de Joseph Wright (on peut voir son Roméo et Juliette accroché au mur du fond, vers la gauche), instruments scientifiques, fossiles, une noix de coco...
L'exposition de Derby fit l'admiration des instituts de mécanique voisins, à Leicester et Nottingham, qui en organisèrent tous deux une semblable l'année suivante. Ils furent en outre en mesure d'affréter un train sur la voie qui venait d'être ouverte pour emmener leurs membres en excursion ferroviaire.